# Дамараленд
Дамарале́нд (англ. Damaraland) — основная территория банту-народа дамара (также этот народ называется да́ма (dama) или бергдама́ра (bergdamara)), располагающаяся в Намибии. Дамараленд начинается к югу от Каоколенда до Натиональштрассе В2 между Свакопму́ндом и Усако́сом, и граничит с Берегом Скелетов на западе. Его часть — плато Гроотберг.

## Название
Название «Дамараленд» было дано в эпоху апартеида южноафриканской администрацией, (состоящей из людей европейского происхождения), в связи с Планом Одендаала, заключавшемся в создании бантустанов в Южной Африке, большинство из названий которых оканчивается на «-ленд».

## Политика
Партия СВАПО выступает за переименование всех европейских названий населённых пунктов Южной Африки в имена на коренных языках. Данное мнение затрагивает и названия бывших бантустанов, в том числе Дамараленда:

Выступление лидера СВАПО в 1970 году (Танзания):

Мы не можем примириться ни с одним белым правительством, неважно либеральным или экстремистским. Нас также не интересует эта мультирасовая чепуха. Мы намерены смести с лица земли все следы белой цивилизации. Нам не нужны ни реформы, ни бантустаны, ни улучшение условий коренного населения. Все что мы хотим — это полной независимости. Правление черных — или ничего!— Сэм Нуйома, президент СВАПО, на выступлении в Танзании, 1970 год

## Галерея
- Дамараленд
- Euphorbia damarana (растение, найденное в Дамараленде)
- Растения-суккуленты в Дамараленде